# Косая Решнёвка
Косая Решнёвка (укр. Коса Рішнівка) — село в Шепетовском районе Хмельницкой области Украины.
Население по переписи 2001 года составляло 178 человек. Почтовый индекс — 30450. Телефонный код — 3840. Занимает площадь 74 км². Код КОАТУУ — 6825580502.

## Местный совет
30450, Хмельницкая обл., Шепетовский р-н, с. Великая Решнёвка, ул. Ленина, 50а